# Pontiometra andersoni
Pontiometra andersoni is een haarster uit de familie Colobometridae.
De wetenschappelijke naam van de soort werd in 1889 gepubliceerd door Philip Herbert Carpenter.